# Mairie de Schöneberg
La mairie de Schöneberg (Rathaus Schöneberg) est le bâtiment qui héberge le bureau du maire ainsi qu'une partie des services municipaux de l'arrondissement de Tempelhof-Schöneberg à Berlin, en Allemagne.

## Localisation
La mairie de Schöneberg est située à l'adresse John-Fitzgerald-Kennedy-Platz, 10825 Berlin. La Martin-Luther-Straße passe devant la mairie, et le jardin public de Tempelhof-Schöneberg la jouxte. À l'intérieur du parc se trouve la station de métro la plus proche, du nom éponyme Rathaus Schöneberg.

## Histoire
Le bâtiment fut construit en tant qu'hôtel de ville de 1911 à 1914 par les architectes Peter Jürgensen et Jürgen Bachmann, alors que la commune de Schöneberg était indépendante de Berlin. En 1920, lors de son intégration à la capitale allemande, il devint la mairie du district de Schöneberg, puis de l'arrondissement de Tempelhof-Schöneberg lors de la fusion de 2001.
Le bâtiment a la particularité d'avoir également fait office d'hôtel de ville de Berlin-Ouest pendant la partition de la ville de 1948 à 1990, et d'héberger le sénat de Berlin ainsi que le bureau du bourgmestre-gouverneur de Berlin. C'est sur la place située devant l'édifice (actuelle Kennedyplatz) que  le président des États-Unis John Kennedy prononça dans un discours, le 26 juin 1963, la fameuse phrase : « Ich bin ein Berliner. »

## Administration de l'arrondissement
La mairie de Schöneberg est le siège du maire (Bezirksbürgermeister) et du conseil municipal (Bezirksstadtrat) de l'arrondissement. C'est aussi le siège de l'assemblée des délégués d'arrondissement de Tempelhof-Schöneberg, ainsi que de plusieurs services administratifs municipaux comme les services sociaux (Amt für soziales), le service de développement urbain (Stadtentwicklungsamt), l'Ordnungsamt ou un Bürgeramt. D'autres services administratifs de l'arrondissement sont situés dans l'ancienne mairie du district de Tempelhof ou encore délocalisés dans d'autres bâtiments répartis dans l'arrondissement.

### Conseil municipal

Les 55 délégués élus pour la période 2016-2021 et leurs couleurs partisanes respectives :
SPD 15
Grüne 13
CDU 12
AfD 6
Die Linke 5
FDP 4

Le conseil d'arrondissement sont nommés par 55 délégués bénévoles élus pour cinq ans. La dernière élection a eu lieu le 18 septembre 2016, en parallèle des élections législatives.
Le conseil municipal d'arrondissement actuel est composé comme suit :
- Angelika Schöttler (SPD), maire d'arrondissement, conseillère municipale déléguée aux finances, aux ressources humaines et à l'économie
- Jörn Oltmann (Grüne), adjoint au maire, conseiller municipal délégué à l'immobilier et au développement urbain
- Christiane Heiß (Grüne), conseillère municipale déléguée à l'administration, à la sécurité et aux services généraux
- Jutta Kadatz (CDU), conseillère municipale déléguée aux services sociaux, à l'éducation et à la culture
- Oliver Schwork (SPD), conseiller municipal délégué à la jeunesse, à l'environnement, à l'école et au sport

### Liste des maires successifs
De 1921 à 2001, le maire était uniquement le dirigeant administratif et politique du district de Schöneberg. À partir de 2001 et la fusion avec le district de Tempelhof, le maire dirige l'arrondissement de Tempelhof-Schöneberg. Pour les maires du district de Tempelhof entre 1921 et 2001, se référer à l'article mairie de Tempelhof.
| Mandature       | Maire              | Parti |
| --------------- | ------------------ | ----- |
| 1921–1933       | Emil Berndt        | DNVP  |
| 1933–1937       | Oswald Schulz      | NSDAP |
| 1938–1944       | Joachim Raatz      | NSDAP |
| 1944–1945       | Köhne              | NSDAP |
| 1945            | Ferdinand Grändorf | KPD   |
| 1945–1950       | Erich Wendland     | SPD   |
| 1951–1955       | Ella Barowsky      | FDP   |
| 1955–1958       | Joachim Wolff      | CDU   |
| 1958–1961       | Konrad Dickhardt   | SPD   |
| 1961–1964       | Werner Chomse      | SPD   |
| 1964–1969       | Josef Grunner      | SPD   |
| 1969–1971       | Hans Kettner       | SPD   |
| 1971–1975       | Alfred Gleitze     | SPD   |
| 1975–1983       | Wilhelm Kabus      | CDU   |
| 1983–1989       | Rüdiger Jakesch    | CDU   |
| 1989–1992       | Michael Barthel    | SPD   |
| 1992–1995       | Uwe Saager         | SPD   |
| 1996–2000       | Elisabeth Ziemer   | Grüne |
| 01/2001-12/2001 | Dieter Hapel       | CDU   |
| 12/2001-11/2011 | Ekkehard Band      | SPD   |
| depuis 11/2011  | Angelika Schöttler | SPD   |